# Chambœuf (Costa d'Or)
Chambœuf és un municipi francès, situat al departament de la Costa d'Or i a la regió de Borgonya - Franc Comtat. L'any 2007 tenia 324 habitants.

## Demografia

### Població
El 2007 la població de fet de Chambœuf era de 324 persones. Hi havia 122 famílies, de les quals 24 eren unipersonals (8 homes vivint sols i 16 dones vivint soles), 39 parelles sense fills, 55 parelles amb fills i 4 famílies monoparentals amb fills.
La població ha evolucionat segons el següent gràfic:
Habitants censats

### Habitatges
El 2007 hi havia 139 habitatges, 121 eren l'habitatge principal de la família, 8 eren segones residències i 9 estaven desocupats. 138 eren cases i 1 era un apartament. Dels 121 habitatges principals, 115 estaven ocupats pels seus propietaris, 5 estaven llogats i ocupats pels llogaters i 2 estaven cedits a títol gratuït; 7 tenien tres cambres, 24 en tenien quatre i 90 en tenien cinc o més. 100 habitatges disposaven pel capbaix d'una plaça de pàrquing. A 38 habitatges hi havia un automòbil i a 77 n'hi havia dos o més.

### Piràmide de població
La piràmide de població per edats i sexe el 2009 era:
| Homes | Edats   | Dones |
| ----- | ------- | ----- |
| 0     | 95 o +  | 0     |
| 0     | 90 a 94 | 0     |
| 0     | 85 a 89 | 8     |
| 0     | 80 a 84 | 0     |
| 0     | 75 a 79 | 0     |
| 0     | 70 a 74 | 4     |
| 4     | 65 a 69 | 4     |
| 0     | 60 a 64 | 0     |
| 8     | 55 a 59 | 0     |
| 12    | 50 a 54 | 12    |
| 24    | 45 a 49 | 12    |
| 12    | 40 a 44 | 20    |
| 12    | 35 a 39 | 16    |
| 8     | 30 a 34 | 12    |
| 4     | 25 a 29 | 4     |
| 0     | 20 a 24 | 4     |
| 8     | 15 a 19 | 20    |
| 20    | 10 a 14 | 16    |
| 12    | 5 a 9   | 12    |
| 8     | 0 a 4   | 8     |

## Economia
El 2007 la població en edat de treballar era de 228 persones, 179 eren actives i 49 eren inactives. De les 179 persones actives 172 estaven ocupades (89 homes i 83 dones) i 7 estaven aturades (3 homes i 4 dones). De les 49 persones inactives 20 estaven jubilades, 20 estaven estudiant i 9 estaven classificades com a «altres inactius».

### Ingressos
El 2009 a Chambœuf hi havia 125 unitats fiscals que integraven 340 persones, la mediana anual d'ingressos fiscals per persona era de 24.642 €.

### Activitats econòmiques
Dels 12 establiments que hi havia el 2007, 1 era d'una empresa de fabricació de material elèctric, 1 d'una empresa de fabricació d'altres productes industrials, 3 d'empreses de construcció, 1 d'una empresa de comerç i reparació d'automòbils, 1 d'una empresa d'hostatgeria i restauració, 4 d'empreses de serveis i 1 d'una empresa classificada com a «altres activitats de serveis».
Dels 3 establiments de servei als particulars que hi havia el 2009, 2 eren lampisteries i 1 electricista.
L'any 2000 a Chambœuf hi havia 9 explotacions agrícoles que ocupaven un total de 642 hectàrees.

## Equipaments sanitaris i escolars
El 2009 hi havia una escola elemental integrada dins d'un grup escolar amb les comunes properes formant una escola dispersa.

## Poblacions més properes
El següent diagrama mostra les poblacions més properes.